# José Álvarez Gancedo
José Álvarez Gancedo (León, 8 de diciembre de 1936-Santander, 30 de agosto de 2013) fue un político español, militante del Partido Regionalista de Cantabria (PRC). Entre 1995 y 2003 fue consejero de Ganadería, Agricultura y Pesca del Gobierno de Cantabria.

## Carrera política
Licenciado en Derecho y diplomado en Derecho Agrario y Sociología Rural. En 1995, tras el pacto de gobierno entre el PP y el PRC, fue nombrado consejero de Ganadería, Agricultura y Pesca a propuesta de los regionalistas. Durante su mandato tuvo que hacer frente a las crisis de las vacas locas, el Prestige y la fiebre aftosa.
| Predecesor: Ángel Madariaga (consejero encargado) | Consejero de Ganadería, Agricultura y Pesca de Cantabria 1995-2003 | Sucesor: Jesús Miguel Oria Díaz |